# 13128 Aleppo
13128 Aleppo è un asteroide della fascia principale. Scoperto nel 1994, presenta un'orbita caratterizzata da un semiasse maggiore pari a 2,3824843 au e da un'eccentricità di 0,1745255, inclinata di 6,02818° rispetto all'eclittica.
L'asteroide è dedicato all'omonima città siriana.